# Visoki trgovački sud Republike Hrvatske
Visoki trgovački sud Republike Hrvatske je specijalizirani sud ustanovljen za područje Republike Hrvatske sa sjedištem u Zagrebu.
Visoki trgovački sud:
- odlučuje o žalbama protiv odluka trgovačkih sudova donesenih u prvom stupnju,
- o sukobu mjesne nadležnosti između trgovačkih sudova te odlučuje o delegaciji nadležnosti između trgovačkih sudova,
- obavlja druge poslove određene zakonom.

## Poveznice
- Trgovački sudovi u Hrvatskoj
- Sudbena vlast u Hrvatskoj

## Vanjske poveznice
- Visoki trgovački sud Republike Hrvatske